# Football Club Dilettantistico Sporting Bellinzago 2015-2016
Questa voce raccoglie le informazioni riguardanti il Football Club Dilettantistico Sporting Bellinzago nelle competizioni ufficiali della stagione 2015-2016.

## Risultati

### Serie D

#### Poule scudetto
| Arbitro: | Riccardo Turchet (Pordenone) |

|                                        |           |                                              |
| Lattanzio 35’ Volpicelli 38’ Calzi 67’ | Marcatori | 5’ Palazzolo 58’, 82’ Cacciatore 74’ Massaro |

| Bellinzago Novarese 29 maggio 2016, ore 15:30 Turno preliminare - giornata 3 | Sporting Bellinzago      | 0 – 0 | Piacenza | Stadio Comunale di Bellinzago Novarese\| Arbitro: \| Marco D'Ascanio (Ancona) \| |
| Arbitro:                                                                     | Marco D'Ascanio (Ancona) |       |          |                                                                                  |

| Arbitro: | Francesco Meraviglia (Pistoia) |

|                                                                                    |           |             |
| Belcastro 3’ Boldrini 9’ Pacciardi 23’ Ansini 37’ Bernardo 67’ Barabino 88’ (aut.) | Marcatori | 53’ Massaro |